# Mutukura (periodiskt vattendrag i Ruyigi)
Mutukura är ett periodiskt vattendrag i Burundi.   Det ligger i provinsen Ruyigi, i den centrala delen av landet, 80 km öster om huvudstaden Bujumbura.
Omgivningarna runt Mutukura är en mosaik av jordbruksmark och naturlig växtlighet. Runt Mutukura är det tätbefolkat, med 397 invånare per kvadratkilometer.